# Aleurocanthus palauensis
Aleurocanthus palauensis is een halfvleugelig insect uit de familie witte vliegen (Aleyrodidae), onderfamilie Aleyrodinae.
De wetenschappelijke naam van deze soort is voor het eerst geldig gepubliceerd door Kuwana, in Kuwana & Muramatsu in 1931.